# Нера (приток Индигирки)
Не́ра (якут. Ньара) — река в России, протекает по территории Оймяконского улуса Якутии. Длина — 196 км, площадь бассейна — 24 500 км². Является 6-м по площади бассейна и 14-м по длине притоком Индигирки.
Вдоль реки проходит федеральная дорога М56 «Колыма». В бассейне развита золотодобыча.

## Этимология
Название реки связывают либо с распространённым на территории Евразии древнем корнем нар- (нер-) — «вода, река», либо с словом нёра, которае на индигирском диалекте эвенкийского языка означает «озёрно-речная рыба кунжа». Есть сведение, что название связано с ньару (эвен.) - болото, ньара (юкаг.) - небольшая горка.

## Гидрография
Образуется слиянием рек Делянкир и Худжах на границе Якутии и Магаданской области (длина от истока Делянкира — 331 км). Ширина долины реки от 1 до 5 км, её склоны сильно изрезаны боковыми притоками. Русло в основном широкопойменное, разбивается на множество рукавов. Заболоченность бассейна менее 5 %, залесённость 95 %. Впадает в Индигирку рядом с посёлком Усть-Нера, в 1404 км от устья по правому берегу.

## Гидрология
Питание смешанное, с преобладанием дождевого. Половодье, осложненное дождевыми паводками, происходит с мая по август. Среднегодовой расход воды в 65 км от устья — 120 м³/с, что соответствует объёму стока 3,787 км³/год). Замерзает в октябре, перемерзает с декабря — января по апрель; вскрывается в мае — начале июня. Толщина льда составляет 85—122 см. Диапазон колебания уровня воды за сезон в среднем 4,2 м, наибольший — 7,0 м.
Средняя мутность воды около 130 г/м³. По химическому составу речная вода относится к гидрокарбонатному классу и кальциевой группе. Минерализация менее 200 мг/л.
| Средний расход воды (м³/с) реки Неры по месяцам с 1944 по 1999 гг. (замеры производились на гидрологическом посту в 65 км от устья) |

## Данные водного реестра
По данным государственного водного реестра России и геоинформационной системы водохозяйственного районирования территории РФ, подготовленной Федеральным агентством водных ресурсов:
- Бассейновый округ — Ленский
- Речной бассейн — Индигирка
- Речной подбассейн — отсутствует
- Водохозяйственный участок — Индигирка от впадения Неры до впадения Момы

## Притоки
(расстояние от устья)
- 12 км: Артык-Юрюе
- 15 км: Тиль
- 20 км: Талалах
- 29 км: Тагаргаччи
- 30 км: Балаганнах
- 30 км: Кынгырайдах
- 38 км: Эгелях
- 44 км: Кюрбелях
- 45 км: река без названия
- 48 км: Мекчирге (Мекчерге)
- 62 км: Триасовый
- 63 км: Ала-Чубука
- 77 км: Андыгычан (Антагачан)
- 78 км: ручей Загадочный
- 85 км: Тагынья
- 86 км: река без названия
- 89 км: Бурустах
- 93 км: Лунный
- 94 км: Поворотный
- 97 км: Ореольный
- 102 км: река без названия
- 108 км: Встречный
- 121 км: река без названия
- 123 км: Тирехтях
- 123 км: Хара-Юрях
- 133 км: Артык
- 137 км: река без названия
- 138 км: река без названия
- 141 км: Хангалас
- 148 км: река без названия
- 151 км: река без названия
- 156 км: река без названия
- 160 км: Нижний Джёлкан
- 161 км: Джек
- 162 км: Буревестник
- 172 км: Гладиатор
- 173 км: Верхний Джёлкан
- 175 км: река без названия
- 176 км: Спартак
- 188 км: Броненосец
- 192 км: Торпеда
- 196 км: Делянкир
- 196 км: Худжах (Быгыттах)